# Нажмудинов, Курбан Магомедович
Курбан Магомедович Нажмудинов (род. 22 марта 1994, Белорецк, Башкортостан) — российский борец греко-римского стиля, бронзовый призёр чемпионатов России, бронзовый призёр абсолютного чемпионата России 2019 года, мастер спорта России. Родился и живёт в Белорецке. Выступает в супертяжёлой весовой категории (до 130 кг). Представляет спортклуб ЦО «Спарта» (Москва). Его тренерами в разное время были Г. В. Миронов, А. В. Головня, И. А. Игнатов.

## Спортивные результаты
- Чемпионат России по греко-римской борьбе 2015 года — ;
- Чемпионат России по греко-римской борьбе 2016 года — ;
- Абсолютный чемпионат России по борьбе 2019 года — ;
- Чемпионат России по греко-римской борьбе 2022 года — ;